# Bergeronnette du Mékong
Motacilla samveasnae
Espèce
Statut de conservation UICN

 NT  : Quasi menacé
La Bergeronnette du Mékong, Motacilla samveasnae, est une espèce d'oiseaux de la famille des Motacillidae qui se rencontre le long du Mékong en Thaïlande, dans le Sud du Laos et au Cambodge. Sa description scientifique est récente, elle date de 2001.

## Publication originale
- (en) J. W. Duckworth, Per Alström, P. Davidson, T. D. Evans, C. M. Poole, Tan Setha et R. J. Timmins, « A new species of wagtail from the lower Mekong basin », Bulletin of the British Ornithologists' Club, Londres, BOC, vol. 121,‎ 12 mars 2001, p. 152-182 (ISSN 0007-1595 et 2513-9894, OCLC 1537351, lire en ligne).